# Martin Allgöwer
Martin Allgöwer (* 5. Mai 1917 in St. Gallen; † 27. Oktober 2007 in Chur) war ein Schweizer Chirurg und Hochschullehrer. Als Nachfolger des legendären Rudolf Nissen kam er 1967 auf den Basler Lehrstuhl für Chirurgie.

## Leben
Allgöwer studierte Medizin an der Universität Genf, der Universität Zürich und der Universität Basel. Nach dem Studium widmete er sich zunächst der Zellbiologie. 1942 promovierte er in Basel zum Dr. med. Im Bürgerspital Basel widmete er sich dann der Chirurgie. 1951/52 setzte er seine Arbeiten über Histologie und Wundheilung in Galveston (Texas) fort. Er kehrte nach Basel zurück und beendete die Ausbildung zum Chirurgen. 1955 habilitierte er sich bei Rudolf Nissen. Kurz danach wurde er von 1956 bis 1966 Chefarzt im Kantonsspital Graubünden in Chur. Dort förderte er den Ausbau des Spitals durch das Engagement eines Spezialistenteams aus Orthopädie, Urologie und Neurochirurgie. 1966 berufen, wurde er Professor für Chirurgie sowie Lehrstuhlinhaber für Chirurgie an der Universität Basel, und 1967 Vorsteher des Departements Chirurgie der Basler Klinik. Nach 16 Dienstjahren wurde er 1983 emeritiert.
Allgöwer entwickelte neue Operationsmethoden, darunter die einschichtige Gefäßanastomose, den Elektrostimulationstest des Nervus vagus und Verschlussmethoden nach Laparotomien. Bedeutung gewann er als Pionier der Osteosynthese und Erfinder der Allgöwer-Naht. Die Etablierung des Schockindex geht ebenfalls auf ihn zurück. Mit Maurice E. Müller und dem Schweizer Chirurgen und Chefarzt in Liestal Hans Willenegger (1910–1998, wohnhaft im Hofgut Neu-Schauenburg) gründete er 1958 die Arbeitsgemeinschaft für Osteosynthesefragen.
Der Nationalrat Walther Allgöwer war ein Bruder.

## Veröffentlichungen (Auswahl)
- mit Maurice Edmond Müller und Hans R. Willenegger: Technik der operativen Frakturbehandlung. Springer, Berlin 1964.
- Hans Hellner u. a. (Hrsg.): Lehrbuch der Chirurgie. 1957 (1991).
- als Hrsg.: Allgemeine und spezielle Chirurgie. Berlin 1971, mehrere Auflagen (3., neubearbeitete Auflage 1976, ISBN 3-540-07702-2).
- als Hrsg. mit Maurice Edmond Müller und Hans R. Willenegger: Manual der Osteosynthese. AO-Technik. 1969; 2., neubearbeitete und erweiterte Auflage. Springer-Verlag, Berlin / Heidelberg / New York 1977, ISBN 3-540-08016-3; weitere Auflage 1992.
- mit Friedrich Wilhelm Ahnefeld, Wolfgang Dick, Rolf Dohrmann, S. J. Dudrick, H. Lutz und K. Schultis: Diskussionsforum parenterale Ernährung. In: Langenbecks Archiv für Chirurgie. Band 343, S. 251 ff.

## Ehrungen
- Mitglied der Deutschen Akademie der Naturforscher Leopoldina (1969)
- Ehrendoktor der Universität Ulm
- Ehrendoktor der Universität Uppsala
- Ehrendoktor der Queen’s University Belfast
- Ehrendoktor der Technischen Universität München
- Präsident der Schweizerischen Gesellschaft für Chirurgie (1976)
- Präsident der International Society of Surgery / Société internationale de chirurgie (1979)[7][8]
- Präsident der AO International (1983)
- Marcel-Benoist-Preis (1987)